# Берёзовая Гора (Карелия)
Берёзовая Гора́ (карел. Koivahanmägi) — деревня в составе Коткозерского сельского поселения Олонецкого национального района Республики Карелия.

## Общие сведения
Расположена вблизи автотрассы «Кола».

## История

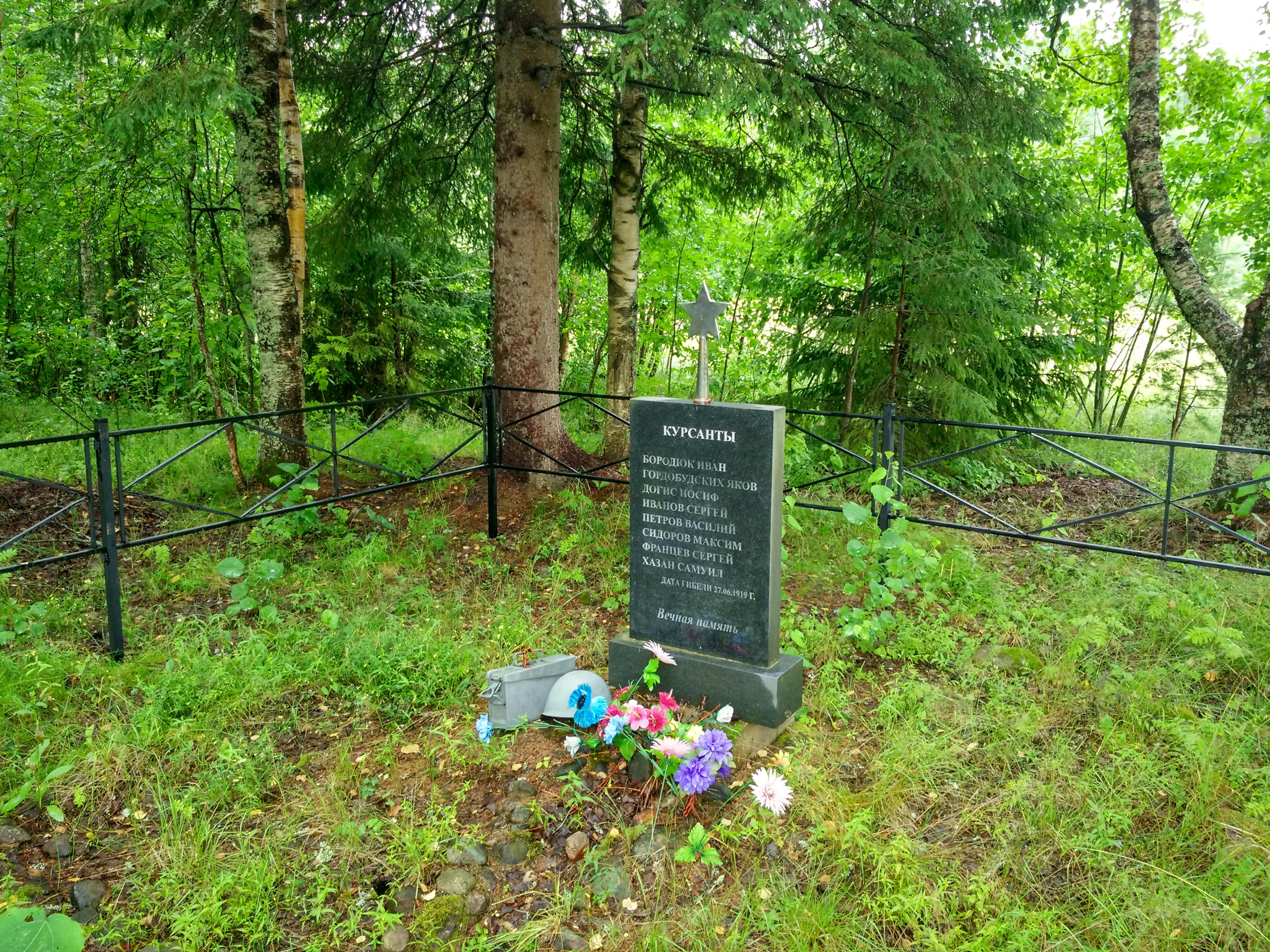
Памятный знак на могиле курсантов, погибших в 1919 году

Во время финской интервенции в 1919 году в деревне находился опорный пункт белофиннов. 27 июня 1919 года одна из рот Красной Армии, составленная из курсантов Петроградского военно-топографического училища, отбила деревню у белофиннов. В ходе боёв погибли восемь курсантов. Их похоронили в братской могиле при въезде в деревню. В 1967 году на могиле был установлен металлический обелиск и мемориальная плита. В 2016 году обелиск на могиле был заменён на прямоугольную стелу из габбро-диабаза. С 1987 года братская могила охраняется как памятник истории регионального значения.

## Население
| 2002 | 2009 | 2010 | 2013 |
| ---- | ---- | ---- | ---- |
| 2    | ↘0   | ↗2   | →2   |